# Симоне Падоин
Симоне Падоин (роден на 18 март 1984 в Джемона дел Фриули) е италиански футболист, играе като полузащитник, и се състезава за италианския Каляри.

## Клубна кариера
Продукт на школата на Аталанта, Падоин преминава във Виченца като двата тима запазват по 50 процента от правата му, както и тези на Давиде Бривио. В началото на сезон 2007/08 Аталанта откупува изцяло Падоин. Тъй като старият му договор с клуба изтича през 2009 г., той подписва нов договор, който да го задържи в Аталанта до 2013 г.
През сезон 2009/10 Падоин е взет на проби в отбора на Ювентус и отива с тях на американското турне. Изиграва няколко мача в подготовката, но после се завръща в Аталанта и продължава подготовката си с тях.
На 31 януари 2012 г. Падоин преминава в отбора на Ювентус за сумата от 5 милиона евро.
На 17 март 2012 г. отбелязва първия си гол за Ювентус при победата с 5-0 като гост над Фиорентина.

## Национален отбор
Падоин записва мачове за националните отбори на Италия до 19, до 20 и до 21 години.

## Отличия
- Серия А: 2012, 2013, 2014, 2015, 2016
- Купа на Италия – 2015
- Суперкупа на Италия: 2012, 2013, 2015